# ستايتي
هي مدينة تقع في مقاطعة ريدجو كالابريا في إيطاليا . تقع على بعد حوالي 110 ؛ كم جنوب غرب كاتانزارو ، وحوالي 35 كم جنوب شرق ريجيو كالابريا . بتاريخ 31 ديسمبر 2004، كان عدد سكانها من 335 ومساحتها 15.9 كيلومتر مربع .